# Tetraophasis
Tetraophasis is een geslacht van vogels uit de familie fazantachtigen (Phasianidae).

## Soorten
Het geslacht kent de volgende soorten:
- Tetraophasis obscurus – Tibetaans wigstaarthoen
- Tetraophasis szechenyii – Roodkeelwigstaarthoen